# Palacio de Campo Real
Palacio de Campo Real là một cung điện ở Jerez de la Frontera, Cádiz (tỉnh), phía nam Tây Ban Nha. Cung điện được xây dựng vào năm 1545 và được công nhận là Bien de Interés Cultural.